# Momentos
Momentos è la versione in spagnolo dell'album Aria pura di Al Bano e Romina Power, pubblicata esclusivamente in Spagna.

## Tracce
1. Granada (Agustín Lara, Victor Bach)
2. A las siete (Albano Carrisi, Romina Power)
3. All'infinito (Albano Carrisi, Romina Power)
4. Agua de fuente (Arturo Zitelli, Nora Orlandi, Vito Pallavicini)
5. U.S.America (Maurizio Fabrizio, Romina Power)
6. Momentos (Albano Carrisi, Romina Power)
7. Il mestiere di vivere (Carmelo Carucci, Paolo Limiti)
8. Who? (Romina Power)
9. Heart games (Albano Carrisi, Romina Power)